# Fanø Bad
Der Ort Fanø Bad, früher Vesterhavs Bad, liegt im Nordwesten der dänischen Nordseeinsel Fanø. Der Ort besteht hauptsächlich aus Ferienhäusern und liegt innerhalb des Gemeindegebietes von Nordby, etwa 2 km westlich des Hauptortes.
Fanø Bad liegt direkt an der großen Sandbank Søren Jessen Sand. Um 1900 war Fanø Bad ein blühendes Seebad mit großen Hotelbauten, die für die Zeit typisch waren. Zahlreiche Prominente machten damals auf Fanø Urlaub.
Hier befindet sich mit Fanø Golf Links auch der älteste noch existierende Golfplatz Dänemarks.